# Kangnyŏng
Kangnyŏng (kor. 강령군, Kangnyŏng-gun) – powiat w Korei Północnej, w południowo-zachodniej części prowincji Hwanghae Południowe. W 2008 roku liczył 106 827 mieszkańców. Graniczy z powiatami Ongjin od północnego zachodu i Pyŏksŏng od północy. Powiat znajduje się nad Morzem Żółtym, określanym w KRLD jako Morze Zachodniokoreańskie. Na jego terenie znajduje się najdalej wysunięty na południe punkt Korei Północnej. Przez powiat przebiega 40-kilometrowa linia kolejowa Ongjin, łącząca Ongjin i stolicę prowincji Hwanghae Południowe, Haeju, a także 20-kilometrowa linia Bup'o, łącząca znajdujące się w obrębie powiatu Kangnyŏng stacje Sinkangnyŏng oraz Bup'o.

## Historia
Przed wyzwoleniem Korei spod okupacji japońskiej tereny należące do powiatu wchodziły w skład powiatu Ongjin (konkretnie w skład miejscowości Pumin, Ryongyŏn, Ponggu i Hŭngmi). W obecnej formie powstał w wyniku gruntownej reformy podziału administracyjnego w grudniu 1952 roku. W jego skład weszły wówczas tereny należące wcześniej do miejscowości Pumin, Ryongyŏn, Ponggu, Hŭngmi i Tonggang (10 wsi – wszystkie miejscowości poprzednio wchodziły w skład powiatu Ongjin). Powiat Kangnyŏng składał się wówczas z jednego miasteczka (Kangnyŏng-ŭp) i 22 wsi (kor. ri).

## Podział administracyjny powiatu
W skład powiatu wchodzą następujące jednostki administracyjne:
| Nazwa jednostki administracyjnej | Rodzaj jednostki administracyjnej | Hangul       |
| -------------------------------- | --------------------------------- | ------------ |
| Kangnyŏng-ŭp                     | miasteczko                        | 강령읍       |
| Pup'o-rodongjagu                 | dzielnica robotnicza              | 부포로동자구 |
| Kwangch'ŏn-ri                    | wieś                              | 광천리       |
| Kŭmdong-ri                       | wieś                              | 금동리       |
| Kŭmjŏng-ri                       | wieś                              | 금정리       |
| Naedong-ri                       | wieś                              | 내동리       |
| Tonggang-ri                      | wieś                              | 동강리       |
| Ryong'yŏn-ri                     | wieś                              | 룡연리       |
| Tongp'o-ri                       | wieś                              | 동포리       |
| Tŭng'am-ri                       | wieś                              | 등암리       |
| Pong'o-ri                        | wieś                              | 봉오리       |
| Pu'min-ri                        | wieś                              | 부민리       |
| Sayŏn-ri                         | wieś                              | 사연리       |
| Sambong-ri                       | wieś                              | 삼봉리       |
| Songhyŏn-ri                      | wieś                              | 송현리       |
| Suap-ri                          | wieś                              | 수압리       |
| Sun'wi-ri                        | wieś                              | 순위리       |
| Sik'yŏ-ri                        | wieś                              | 식여리       |
| Sin'am-ri                        | wieś                              | 신암리       |
| Ssanggyo-ri                      | wieś                              | 쌍교리       |
| Ŏhwado-ri                        | wieś                              | 어화도리     |
| Obong-ri                         | wieś                              | 오봉리       |
| Inbong-ri                        | wieś                              | 인봉리       |
| P'yŏnghwa-ri                     | wieś                              | 평화리       |
| Hyangjuk-ri                      | wieś                              | 향죽리       |